# Coptorrhina
Coptorrhina là một chi bọ cánh cứng thuộc họ Scarabaeidae.